# Team申
Team申（チームさる）は、俳優・佐々木蔵之介が単独で主宰する演劇ユニット。2005年より正式に活動開始。ユニット名は、佐々木が申年生まれであることに由来する。これまでに計8作品が上演されている。

## 特徴
- 近年映像作品を中心に活躍する、舞台出身の俳優・佐々木蔵之介が「観客と緊密な距離で息遣いまでも互いに感じられる舞台を、新しい才能と共に創りたい」との思いから立ち上げた演劇ユニットである[2]。
- これまで、脚本・演出に蓬莱竜太（モダンスイマーズ）と前川知大（イキウメ）といった若手を起用している。2名ともTeam申に参加した以後は注目を浴びるようになり、蓬莱は自作の戯曲が映画化され[3]、前川は読売演劇大賞優秀演出家賞を3年連続受賞している。

## 来歴
三鷹市芸術文化センターのプロデューサーから佐々木の元に「劇場で何かできないか」とオファーが来たことがきっかけで、プロデュース公演を上演することを決定。同じ頃、佐々木は劇団・モダンスイマーズの舞台『五十嵐伝〜五十嵐ハ燃エテイルカ〜』（2004年4月）を観劇し感銘を受けたことから、同劇団の座付作家・蓬莱竜太と出会い、プロデュース公演の作・演出を依頼する。
2005年6月、三鷹市芸術文化センターにて初のプロデュース公演『時には父のない子のように』を上演。佐々木との2人芝居での共演に事務所の後輩・佐藤隆太を迎える。この作品よりTeam申というユニット名を用いるようになるが、この時点では一過性のユニットに過ぎなかった。ユニット名の由来は、佐々木が申年生まれのためであるが、偶然、共演の佐藤も申年生まれであった。
前作の評判を受け、第2作目を上演することを決定。佐々木は、劇団・イキウメの舞台『散歩する侵略者』（2005年10月）の観劇を通して同劇団の主宰・前川知大と出会い、作・演出を依頼した。
2007年11月から、赤坂RED/THEATERにてTeam申第2回公演『抜け穴の会議室』を上演。前作に引き続き、2人芝居である。
2009年8月から、PARCO劇場にてTeam申第3回公演『狭き門より入れ』を上演。再び、作・演出に前川知大を迎える。出演者の市川亀治郎は、大河ドラマ『風林火山』での共演で佐々木と親しくなったことがきっかけで前作『抜け穴の会議室』を観劇したところ、第3回公演への出演を希望した。市川は現代劇の舞台に初出演。
2010年、同作にて主演の佐々木蔵之介は第17回読売演劇大賞優秀男優賞を受賞、作・演出の前川は同大賞優秀演出家賞（2回目）を受賞。
2010年12月から、PARCO劇場にてTeam申第4回公演『抜け穴の会議室〜Room No.002〜』を上演。
2011年9月、大阪・森の宮ピロティホールにて、番外公演として朗読劇『家守綺譚』を上演。過去にTeam申に参加し、同じ事務所に所属する佐々木蔵之介、市川亀治郎、佐藤隆太が出演。
2021年7月から8月からTeam申第5回本公演『君子無朋（くんしにともなし）～中国史上最も孤独な『暴君』雍正帝～』を上演。本公演としては約11年ぶりとなる。

## 上演作品

### 第1回公演『時には父のない子のように』
- 出演：佐々木蔵之介、佐藤隆太
- 作・演出：蓬莱竜太（モダンスイマーズ）
- 公演日程：2005年6月
- 於：三鷹市芸術文化センター、京都府立文化芸術会館

### 第2回公演『抜け穴の会議室』
- 出演：仲村トオル、佐々木蔵之介
- 作・演出：前川知大（イキウメ）
- 公演日程：2007年11月 - 12月
- 於：赤坂RED/THEATER （ほか、地方公演有）

### 第3回公演『狭き門より入れ』
- 出演：佐々木蔵之介、市川亀治郎 、中尾明慶、有川マコト、手塚とおる、浅野和之
- 作・演出：前川知大（イキウメ）
- 公演日程：2009年8月 - 9月
- 於：PARCO劇場（ほか、地方公演有）

### 第4回公演『抜け穴の会議室〜Room No.002〜』
- 出演：大杉漣、佐々木蔵之介
- 作・演出：前川知大（イキウメ）
- 公演日程：2010年12月 - 2011年1月
- 於：PARCO劇場（ほか、地方公演有）

※出典：PARCO STAGE

### 番外公演〜今、僕らが出来ること〜 朗読劇『家守綺譚』
- 出演：佐々木蔵之介、市川亀治郎、佐藤隆太
- 原作：梨木香歩
- 構成・演出：長部聡介
- 公演日程：2011年9月2日 - 3日
- 於：大阪・森ノ宮ピロティホール

### 番外公演II～今、僕らにできること～朗読劇『幻色江戸ごよみ』
- 出演：佐々木蔵之介、市川亀治郎、佐藤隆太
- 原作：宮部みゆき
- 構成・演出：長部聡介
- 公演日程：2012年3月1日 - 7日
- 於：PARCO劇場

### 番外公演III～今、僕らにできること～朗読劇『お文の影』『野槌の墓』
- 出演：佐々木蔵之介、市川猿之助、佐藤隆太
- 原作：「ばんば憑き」宮部みゆき
- 構成・演出：長部聡介
- 公演日程：2013年5月3日 - 9日
- 於：京都・春秋座、大阪・森ノ宮ピロティホール、渋谷・さくらホール

### 第5回公演『君子無朋（くんしにともなし）～中国史上最も孤独な『暴君』雍正帝～』
- 出演：佐々木蔵之介、中村蒼、奥田達士、石原由宇、河内大和
- 脚本：阿部修英
- 演出：東憲司
- 公演日程：2021年7月17日 - 8月29日
- 於：東京・東京芸術劇場 シアターウエスト、宮城・電力ホール、広島・JMSアステールプラザ 大ホール、福岡・柳川市民文化会館 水都やながわ 白秋ホール、京都・京都府立文化芸術会館

※出典：ステージナタリー